# Toager

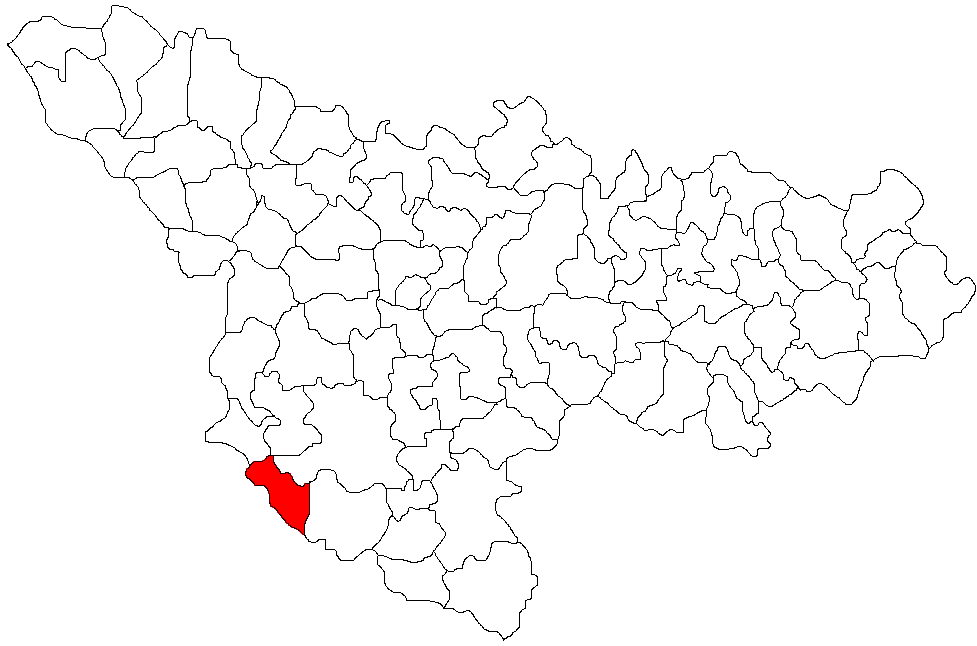
Lage von Toager im Kreis Timiș

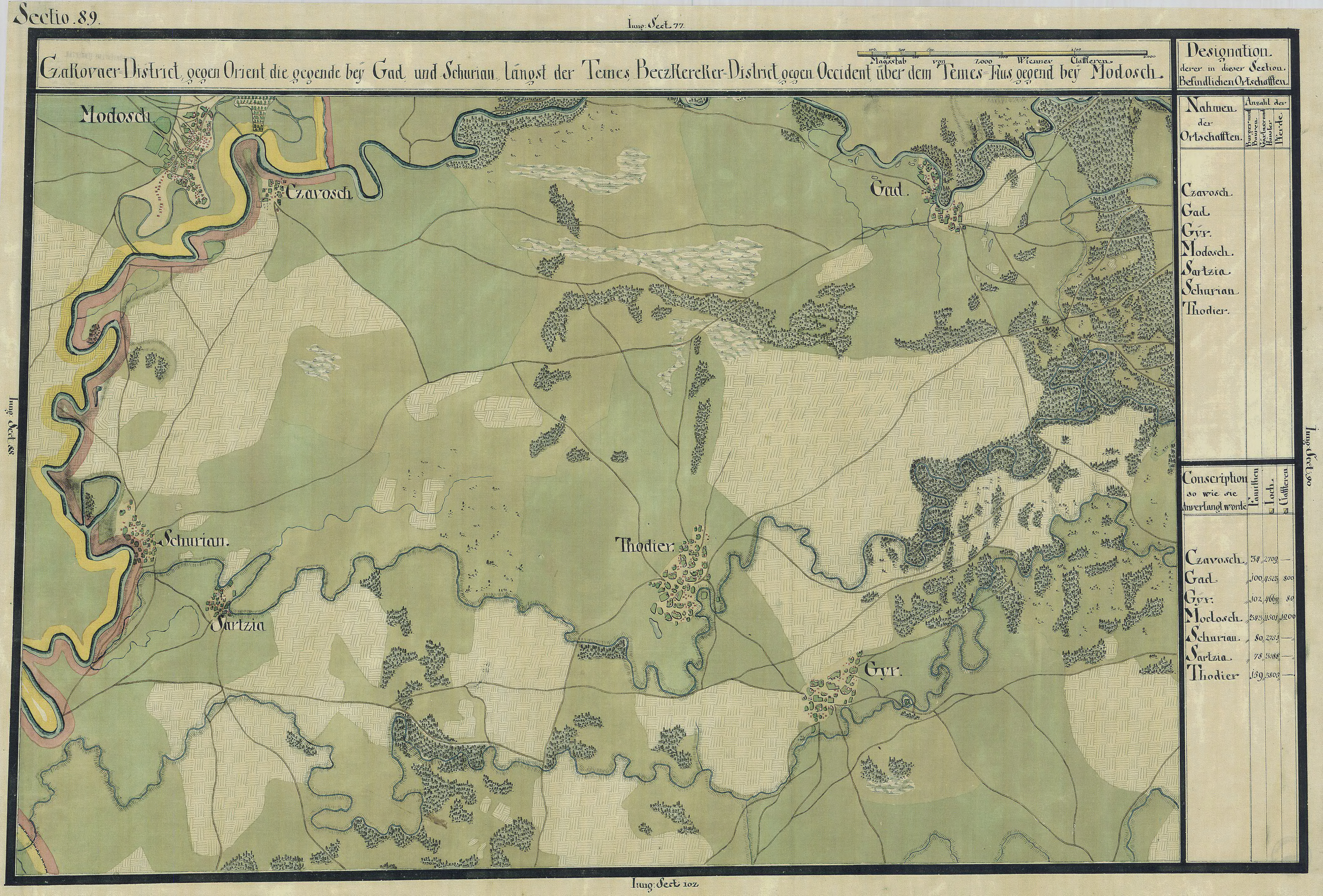
Toager auf der Josephinischen Landaufnahme (1769–1772)

Toager (deutsch Thodier, ungarisch Tógyér, serbisch Тоађер Тоагер) ist ein Dorf im Kreis Timiș, in der Region Banat, im Südwesten Rumäniens. Toager gehört zur Gemeinde Giera.

## Geografische Lage
Toager liegt im Süden des Kreises Timiș, an der Grenze zu Serbien, in 23 km Entfernung von Deta.

## Nachbarorte
| Cruceni    | Gad                                         | Dolaț    |
| Grănicerii | Kompassrose, die auf Nachbargemeinden zeigt | Giera    |
| Serbien    | Serbien                                     | Livezile |

## Geschichte
Im Laufe der Jahrhunderte traten verschiedene Schreibweisen des Namens in Erscheinung:
1761 Togier,
1828 Togyér,
1851 Tógyér,
1913 Tógyér, 
1920 Toader, Toghir, Tógyér, 
1923 Toager.
Auf der Josephinischen Landaufnahme von 1717 ist Thodier eingetragen. Nach dem Frieden von Passarowitz (1718) war die Ortschaft Teil der Habsburger Krondomäne Temescher Banat.
1760 wurden Leibeigenen der kirchlichen Güter aus der Gegend um Zagreb im Ort angesiedelt.
1840 war die Ortschaft im Besitz des Domkapitels von Zagreb.
Infolge des Österreichisch-Ungarischen Ausgleichs (1867) wurde das Banat dem Königreich Ungarn innerhalb der Doppelmonarchie Österreich-Ungarn angegliedert. Die amtliche Ortsbezeichnung war Tógyér.
In der Zeitspanne 1880–1890 wurden 150 Ungarn in Tógyér angesiedelt.
Der Vertrag von Trianon am 4. Juni 1920 hatte die Dreiteilung des Banats zur Folge, wodurch Toager an das Königreich Rumänien fiel.
In der Zwischenkriegszeit gehörte Toager dem Stuhlbezirk Giulvăz an und hatte mehr als 1000 Einwohner.
Wegen seiner Nähe zur serbischen Grenze macht Toager immer wieder Schlagzeilen wegen illegalen Zigarettenschmuggels. Während der Flüchtlingskrise in Europa ab 2015 kamen auch bei Toager irakische und syrische Flüchtlinge über die Grenze.

## Bevölkerungsentwicklung
| 1880 | 840  | 757 | 26  | 32 | 25 |
| 1910 | 1152 | 906 | 137 | 63 | 46 |
| 1930 | 1023 | 877 | 90  | 34 | 22 |
| 1977 | 487  | 461 | 15  | -  | 11 |
| 2002 | 389  | 346 | 7   | 7  | 29 |